# آرتور گیل
آرتور گیل (انگلیسی: Arthur Gale; ۱۶ نوامبر ۱۹۰۴ – ۱۳ مهٔ ۱۹۷۶) بازیکن فوتبال بود.
از باشگاه‌هایی که در آن بازی کرده‌است می‌توان به باشگاه فوتبال وست برومویچ آلبیون و باشگاه فوتبال مکلسفیلد تاون اشاره کرد.